# Віллаваллелонга
Віллаваллелонга, Віллаваллелонґа (італ. Villavallelonga) — муніципалітет в Італії, у регіоні Абруццо, провінція Л'Аквіла.
Віллаваллелонга розташована на відстані близько 95 км на схід від Рима, 60 км на південь від Л'Акуїли.
Населення — 908 осіб (2014).
Щорічний фестиваль відбувається 2 вересня. Покровитель — San Leucio.

## Демографія
Населення за роками:

Станом на 1 січня 2023 року в муніципалітеті офіційно проживало 37 іноземців з 8 країн, серед них 3 громадяни країн Євросоюзу та 3 громадяни України.

## Сусідні муніципалітети
- Бальсорано
- Камполі-Аппенніно
- Коллелонго
- Лечче-ней-Марсі
- Пескассеролі
- Пескозолідо

## Персоналії
- Гаетано Тантало — праведник світу.